# Rogues en Vogue
Rogues en Vogue és un àlbum del grup alemany Running Wild. L'àlbum final del grup.

## Cançons
1. "Draw the Line" – 4:11
2. "Angel of Mercy" – 4:44
3. "Skeleton Dance" – 4:25
4. "Skulls & Bones" – 6:23
5. "Born Bad, Dying Worse" – 4:17
6. "Black Gold" – 4:16
7. "Soul Vampires" – 3:53
8. "Rogues en Vogue" – 4:45
9. "Winged & Feathered" – 5:14
10. "Dead Man's Road" – 3:34
11. "The War" – 10:38
12. "Cannonball Tongue" – 3:59 (Bonus Track)
13. "Libertalia" – 3:46 (Bonus Track)

## Formació
- Rolf Kasparek - Veu, Totes les guitarres, algun baix
- Peter Pichl - Baix
- Mattias Liebetruth - Bateria